# Dušan Petrović
Dušan Petrović - Šane (srbsko Душан Петровић), srbski general, * 28. junij 1914, Kragujevac, † 21. julij 1977, Beograd.

## Življenjepis
Leta 1936 je vstopil v KPJ in leta 1941 je bil eden od organizatorjev NOVJ v Šumadiji. Med vojno je bil na različnih partijsko-političnih položajih.
Po vojni je bil med drugim podpredsednik Izvršnega sveta Srbije, predsednik Skupščine Srbije, predsednik Zveze sindikatov Jugoslavije ...